# Radoszyce
Radoszyce è un comune urbano-rurale polacco del distretto di Końskie, nel voivodato della Santacroce.
Ricopre una superficie di 146,71 km² e nel 2004 contava 9 170 abitanti.